# Isaac Thomas Hecker

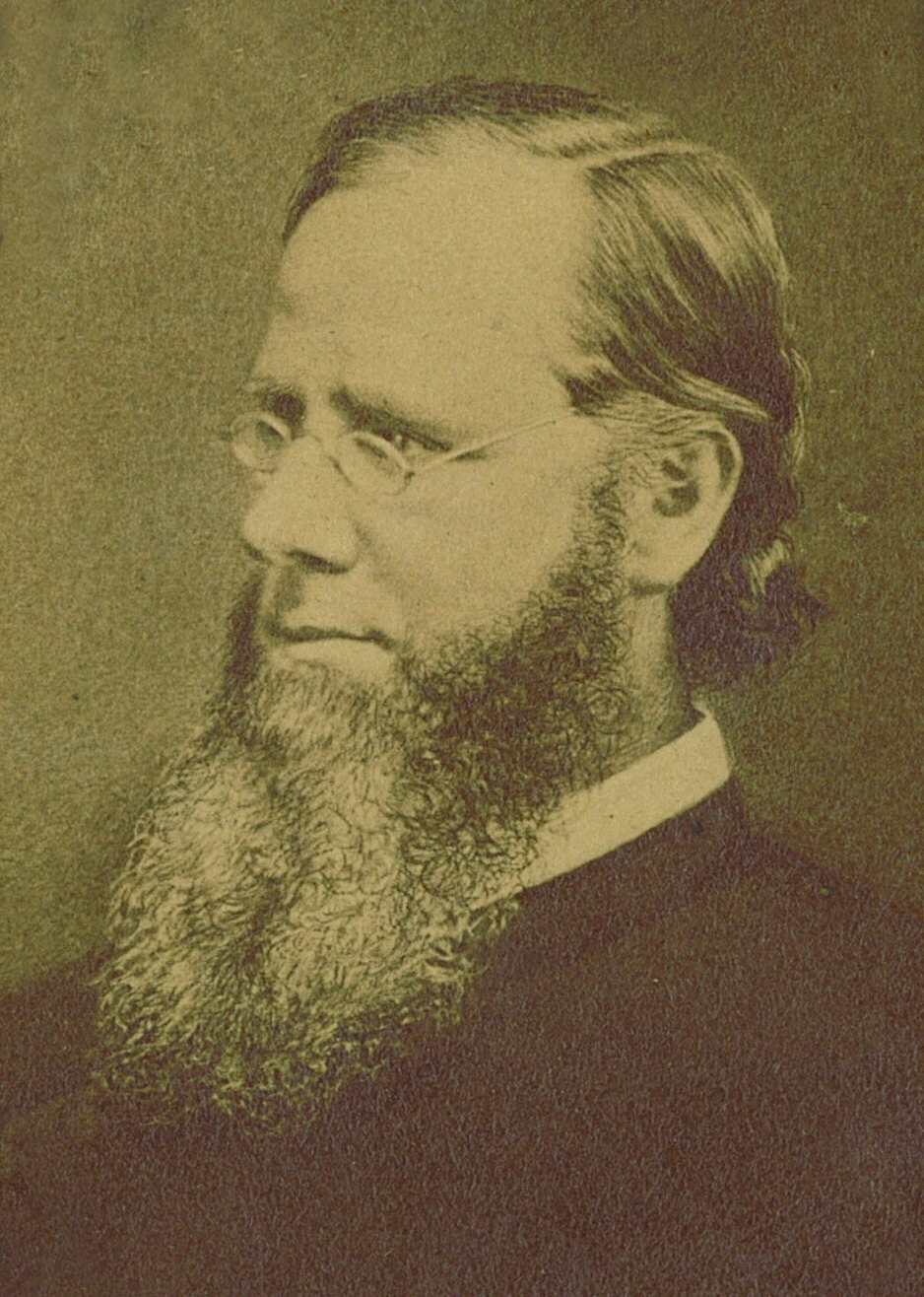
Isaac Hecker

Isaac Thomas Hecker, född 18 december 1819, död 22 december 1888, var en katolsk präst.
Hecker föddes i New York av tyska protestantiska föräldrar, gick 1844 över till katolicismen och anslöt sig under en vistelse i Belgien till redemptoristernas orden. Återvänd till Amerika, grundade Hecker paulisternas orden med huvudsyfte att vinna protestanter för katolicismen. Ur Heckers strävanden för en reformerad katolicism framväxte den så kallade "amerikanismen".